# 살차이르피나
살차이르피나(이탈리아어: Salza Irpina)는 이탈리아 캄파니아주 아벨리노도의 코무네다.